# 扶筐增四
天龍座53，又名BD+56 2209，HD 180006、SAO 31468、HR 7295，是天龍座的一颗恒星，视星等为5.12，位于銀經87.56，銀緯19.81，其B1900.0坐标为赤經19h 9m 47.1s，赤緯+56° 19.81′ 20″。